# فيصل العطاس
فيصل علي العطاس (الملقب بالنعيري) (1934 -2014) من مواليد قرية النعير - حضرموت - اليمن، تلقى دراسته الابتدائية بالمدرسة المتوسطة بغيل باوزير بحضرموت ثم بعث إلى كلية عدن (Aden College) حيث بدء مسيرة الكفاح المسلح ضد الاستعمارالبريطاني بالجنوب العربي، والتحق بصفوف الجبهة القومية لتحرير الجنوب العربي. ثم أبعده الإنجليز عن عدن إلى المكلا ليبدء كفاحه مع زملائه من أجل الحرية للتحرر من هيمنة الامبراطورية البريطانية على حضرموت. ترأس حركة إضرابات النقابات العمالية بالمكلا حيث كان له التأثير الأكبر. ثم تزعم الكفاح المسلح ضد إسقاط السلطنتين القعيطية والكثيرية بحضرموت الداخل.

## سيرته المهنية
- عين عضو للقيادة العامة للجبهة القومية لتحرير الجنوب العربي كما كان عضو اللجنة التنفيذية بالقيادة العامة المكونة من رئيس الدولة وأربعة أعضاء فقط
- عين بحضرموت المسؤول التنظيمي الأول للجبهة عقب استلامها مقاليد السلطة عام 1967.
- عين محافظ لشبوة بقرار جمهوري رقم (116) لعام 1969 م بتاريخ 29 ديسمبر
- عين محافظ لحضرموت بقرار جمهوري رقم (87) لعام 1970 بتاريخ 1 نوفمبر
- شغل منصب نائب وزير الإسكان والاشغال العامة لمدة تسع سنوات حتى نهايات سبعينات القرن الماضي
- شغل منصب مستشار برئاسة الجمهورية اليمنية